# Bolmers högar

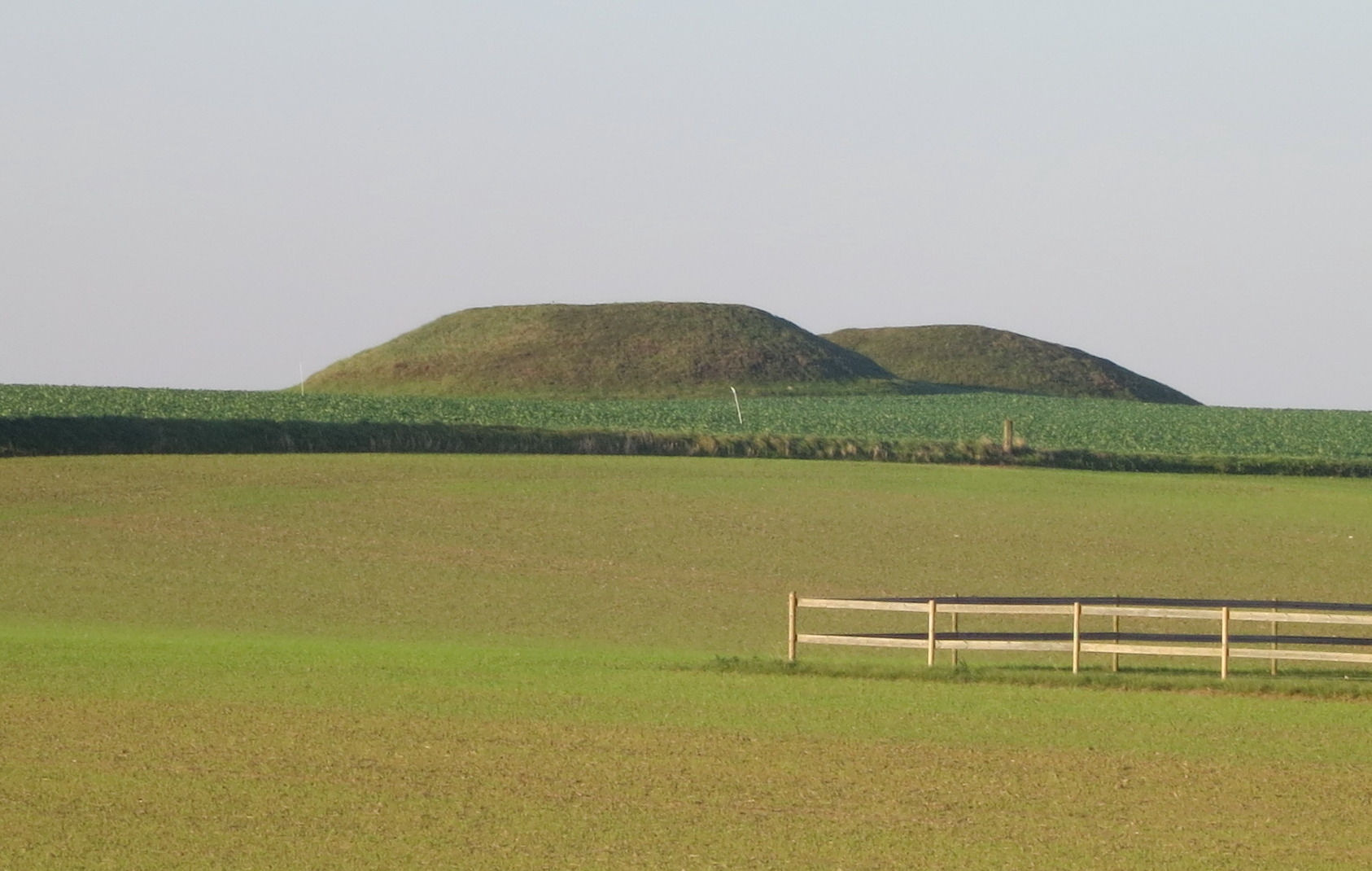
Bolmers högar

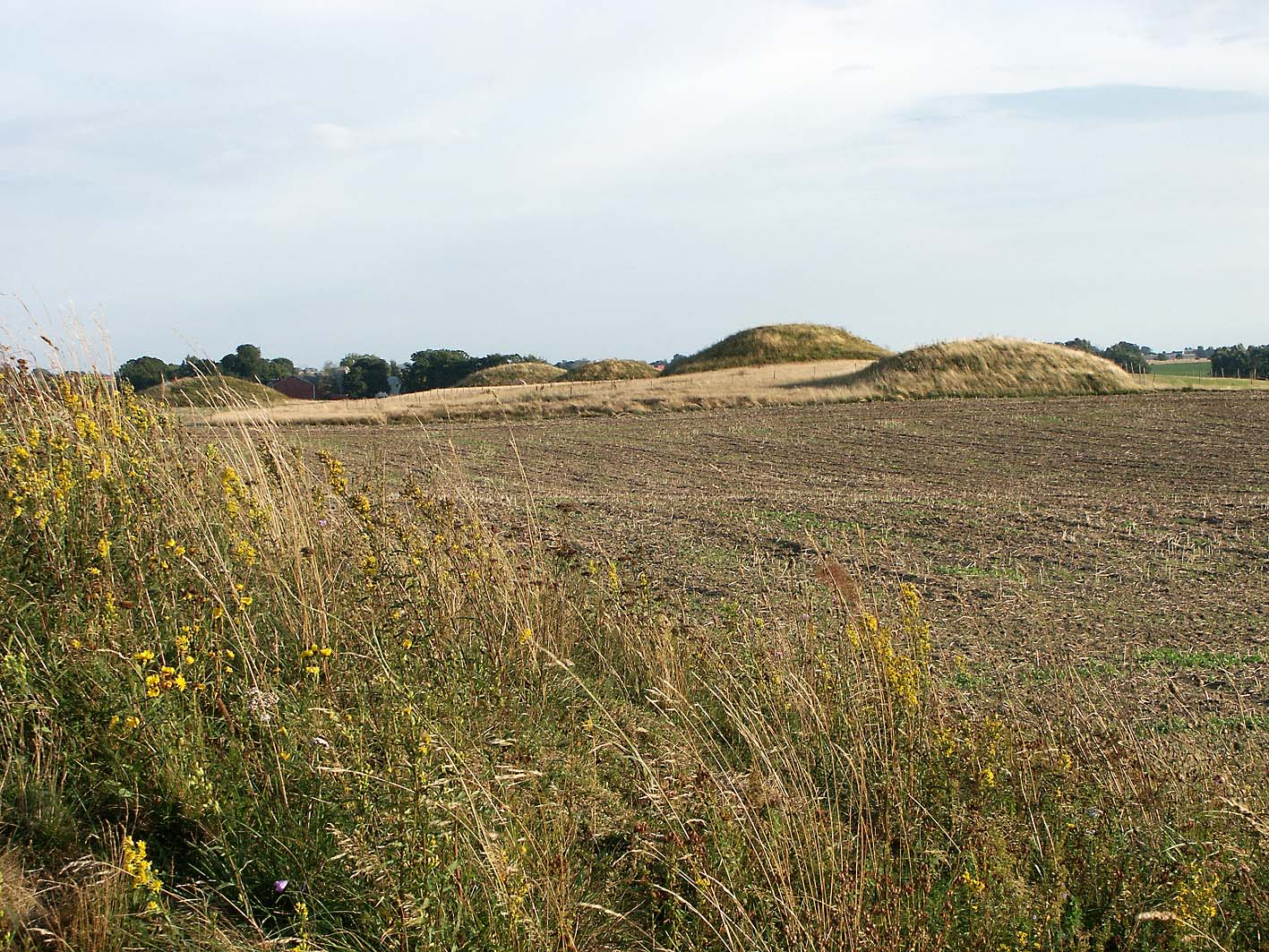
Steglarpsgravfältet är ett av Nordens största höggravfält från bronsåldern.

Bolmers högar består av två stora gravhögar på Söderslätt från äldre bronsåldern (ca 1300 f.Kr.) belägna i Mellan-Grevie socken i Skåne. De ligger på en av de högsta punkterna i Vellinge kommun mellan Vellinge och Östra Grevie och är 26 respektive 25 meter i diameter och 4,5 respektive 4 meter höga. 
De två gravarna bildar det nordligaste partiet av ett omfattande fornlämningsområde, Steglarps gravfält, vilket omfattar tolv gravhögar från bronsåldern. Övriga högar är något mindre, omkring 15-20 meter i diameter, och ligger i Fuglie socken (Trelleborgs kommun). Steglarpsgravfältet är ett av Nordens absolut största bevarade högkomplex från bronsåldern. Då högarna ligger mycket tätt ges här en säregen miljöbild av den nordiska forntiden. En urgammal markväg går fortfarande genom hela området.
Från högarna kan man se 20 kyrktorn. Området är skyddat enligt kulturminneslagen.